# Burt Munro

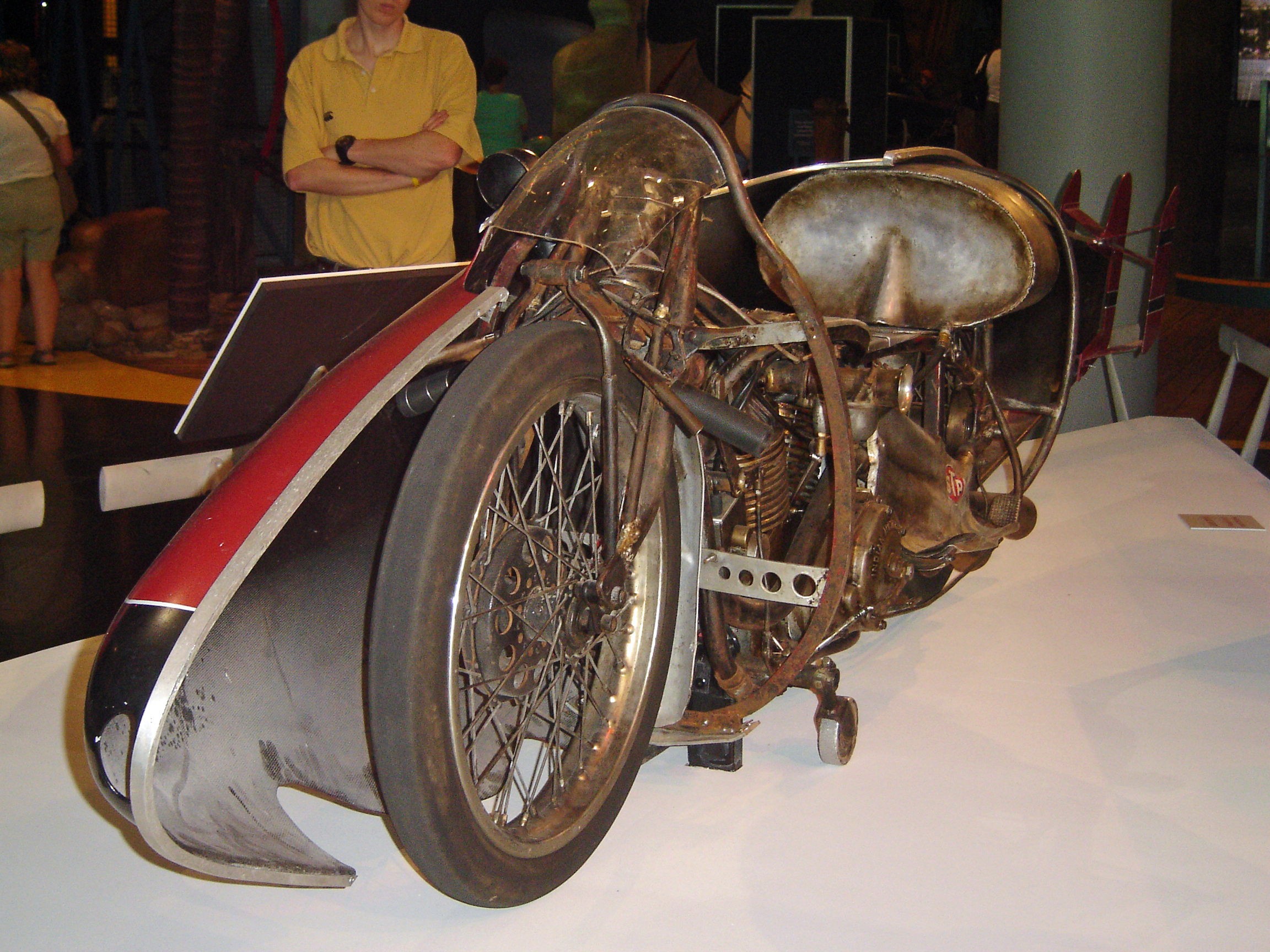
Den Indian Scout från 1920 som Munro satte sina rekord på.

Herbert James "Burt" Munro, född den 25 mars 1899 i Invercargill, Nya Zeeland, död  6 januari 1978 i Invercargill, var en nyzeeländsk motorcykelkonstruktör och världsrekordförare.
Burt Munro satte flera hastighetsrekord på Bonneville. Ett av hans rekord, i klassen för motorcyklar med kåpor och en maximal slagvolym på 1000 cc, satt 1967, står sig än i dag. Det unika med hans rekord är att de sattes på en Indian Scout tillverkad 1920.

## Rekord
- 1962 satte han ett världsrekord på 288 km/h, med sin motor då borrad till 850cc.
- 1967 med en slagvolym på 950cc satte Burt nytt klassrekord med 295,44 km/h. Vid kvalificering i en riktning nådde han 305,9 km/h, den högsta officiella uppmätta hastigheten på en Indian-motorcykel. Det icke officiella rekordet är 331 km/h.
- 2006 blev han invald i AMA Motorcycle Hall of Fame.

Hans väg mot världsrekorden skildras i filmen Citronträd och motorolja (originaltitel: The World's Fastest Indian) 2005 där han gestaltas av Anthony Hopkins. Filmen döptes till DVD/Bluray-premiären om/tillbaka till "World's fastest Indian / Citronträd & motorolja", efter påtryckningar från en känd högtalarkonstruktör, filmkännare och motorcyklist. Att filmen inför svenska biografpremiären fick en helt originalfrämmande titel är originellt då den distribuerades av Sandrews som normalt inte döper om anglosaxiska filmer utan respekterar och behåller ursprungstiteln.